# Fernando Botero
Fernando Botero Angulo (Medellín, 1932. április 19. – Monaco, 2023. szeptember 15.) kolumbiai festő, szobrász. Magát a „legkolumbiaibb kolumbiai festőnek” nevezte.

## Élete
Minden témaválasztás őszinte legyen, mert az adja meg a gyökereket.
Egy utazó kereskedő (David Botero) és egy varrónő (Flora Angulo) fiaként látta meg a napvilágot, egy háromgyermekes család második gyermekeként. Apját négyéves korában vesztette el. Elzárva a művészetektől, művelődéstől, a templomok (barokk) stílusa és a mexikói freskófestő iskola nagyjai, Diego Rivera és David Alfaro Siqueiros művei fogták meg.
1944-ben elvégzett egy jezsuita iskolát, ezután unokatestvére (aki apja halála után átvette a család irányítását) elküldte őt egy matadoriskolába 2 évre. 1948-ban 16 évesen publikálta első illusztrációit.
Huszonévesen Európába utazott, hogy a firenzei San Marco Akadémián festészetet tanuljon.
Nemzetközi hírnévre akkor tett szert, amikor 1958-ban első helyezést ért el a Salón de Artistas Colombianoson.
Első felesége Gloria Zea (1955–1960, elváltak). Második felesége Sophia Vari (1978–2023†), akitől négy gyermeke született, köztük Fernando Botero Zea.
Még nyolcvanéves korában is legalább napi nyolc órát festett.

## Munkássága
A firenzei San Marco Akadémián szeretett bele az itáliai művészetbe. A nagy olasz mesterek közül sokan hatottak rá:
- a perspektíva kezelésében elsősorban Paolo Ucello,
- a minden ízükben külön élő, szerves alakok megformálásában Giuseppe Arcimboldo. Az időben közelebb eső előzmények közül mindenképpen megemlítendő a „vámos” Henri Rousseau és a Magyarországon kevéssé ismert angol Stanley Spencer.[18]

Botero jellegzetes, később róla elnevezett stílusa az 1960-as évek közepére alakult ki, amikor többnyire szokványos témákat – önarcképet, csendéleteket, aktokat, mindennapi férfiakat és nőket – festett egyáltalán nem szokványos módon. Vásznairól sugárzik az életöröm, a buja testek és a kiadós táplálkozás dicsérete. Szépségeszménye is kissé szokatlan: tömzsi, pufók, de élettel teli alakokat mutatott be úgy, hogy a karcsú teltté válik, a kecsesség helyét tömör, súlyos formák mellett a lassított mozgás érzete veszi át. Testes alakjait – például egy ágyon heverő meztelen nőt vagy egy túlméretezett lovon ülő köpcös férfit – hétköznapi helyzetekben ábrázolta, de az eltúlzott méretekkel játszó képi pajkossággal szemlélőjét a mű általa szuperlatívusznak nevezett dimenzióba repítse. Az elnagyolt formák ellenére ragaszkodott ahhoz, hogy művei nem a testtípusra koncentrálnak. „Nem festek kövér nőket” – jelentette ki határozottan.
A hétköznapi témák mellett szülőhazájának véres mindennapjait is megörökítette. Egyik festményén a hírhedt drogbáróval, Pablo Escobarral végeznek a rendőrök egy háztetőkön vívott tűzharcban. 2004-es bogotái kiállításának témája a csaknem fél évszázadon át tartó gerillaháború volt. Festett képet autóba rejtett pokolgép felrobbanását követő pillanatokról és kezükben automata fegyverrel, véres machetével szórakozó embercsoportról is. Politikai tárgyú festményei 2005-ben a világlapok címlapjára is felkerültek, amikor ötven tételből álló sorozatot szentelt annak, hogyan kínozták az amerikai katonák az iraki Abu Graib börtönben tartott foglyokat. Újságíróknak a művészek felelősségéről beszélve arra emlékeztetett, hogy ma már talán senki sem tudna a Guernicában elkövetett szörnyűségről, ha Picasso nem alkotja meg híres festményét.
Festett tréfás portrékat közéleti személyiségekről, így a Kolumbiai Forradalmi Fegyveres Erők (FARC) gerillaszervezet alapítójáról, Manuel Marulandáról is. Hasonképpen klasszikus festmények előtt is „tisztelgett” szellemes átdolgozásaival: egyik ilyen felkapott műve Da Vinci Mona Lisájának egy sajátos változata.
Képeit nagyobb múzeumok és magángyűjtők gyűjtik. A Sotheby's aukciós ház tájékoztatója szerint világszerte kiállított munkái egyenként több mint kétmillió dollárért kelnek el.

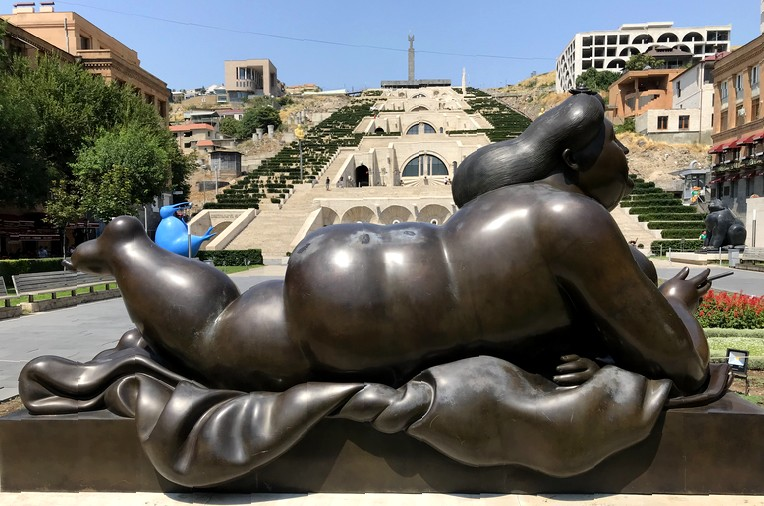
Dohányzó nő, Jereván, Örményország
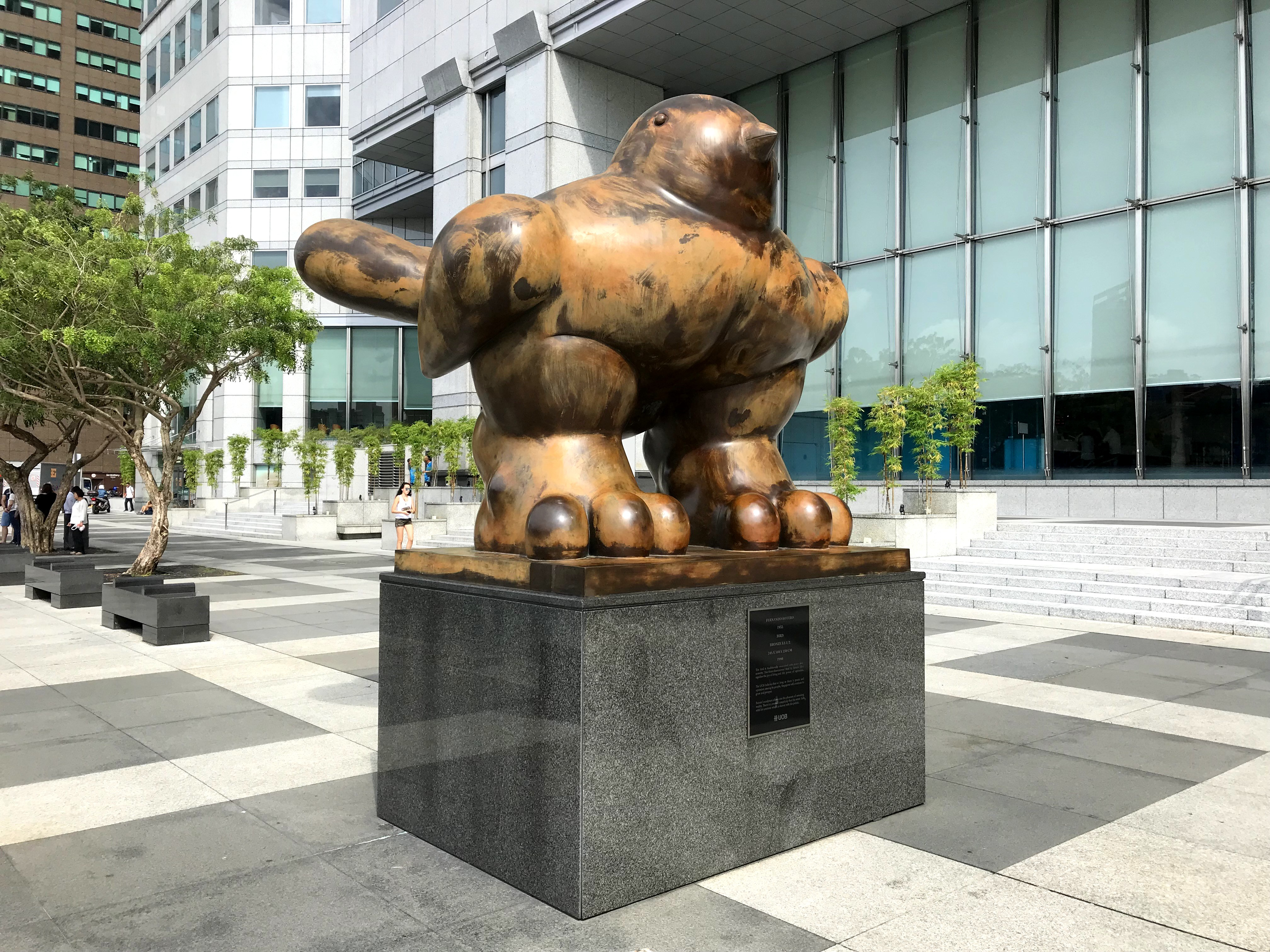
Madár, Szingapúr
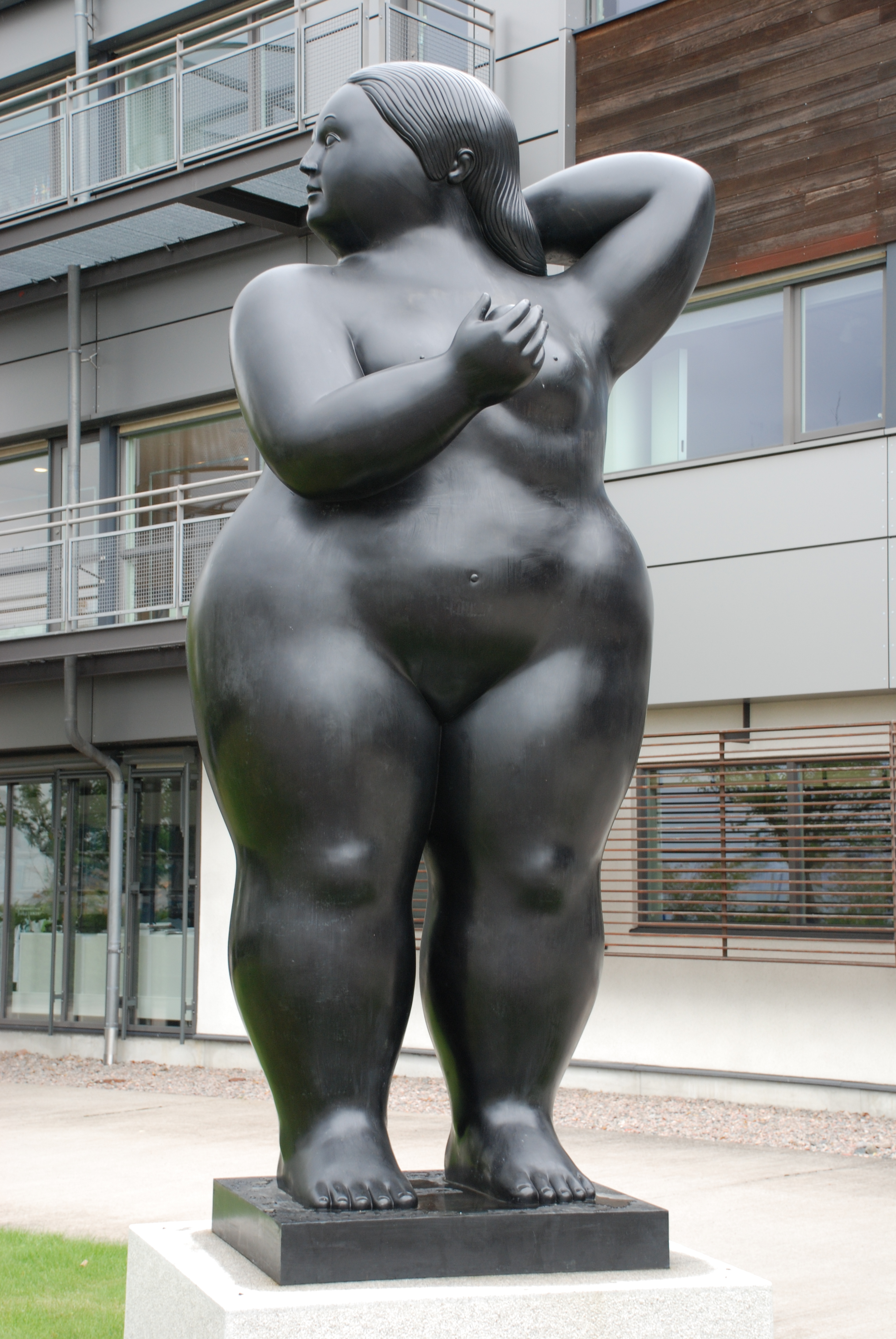
Meztelen hölgy, Mölndal, Svédország
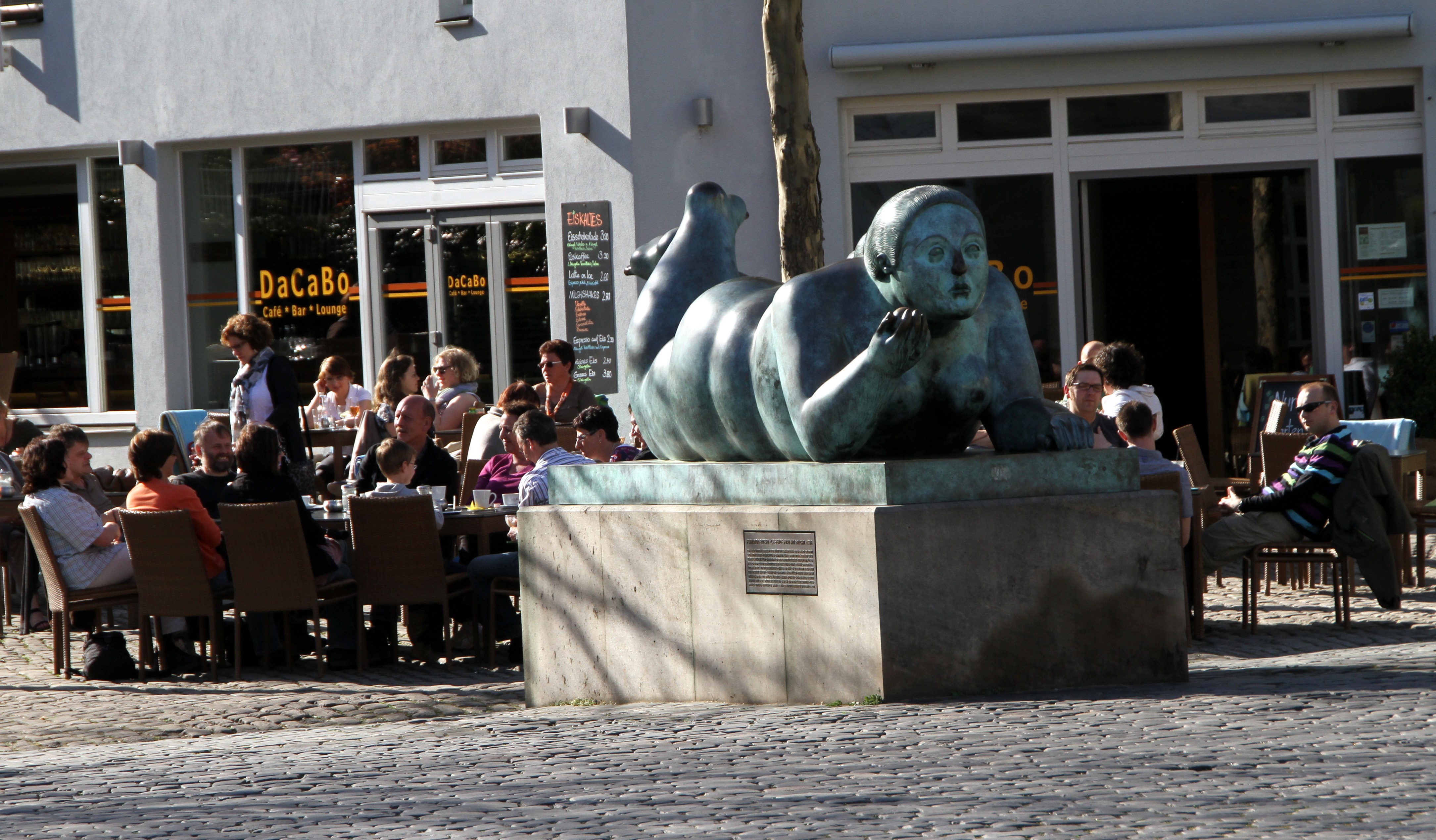
Fekvő nő gyümölccsel, Bamberg, Németország